# Élections législatives salomonaises de 2024
Les élections législatives salomonaises de 2024, initialement prévus en 2023, ont lieu le 17 avril 2024 afin de renouveler l'ensemble des cinquante députés du Parlement national. 
Les Îles Salomon sont une monarchie parlementaire fondée sur le modèle de Westminster. Une fois élu, le nouveau Parlement doit soit renouveler sa confiance dans le Premier ministre sortant, Manasseh Sogavare, ou bien choisir un nouveau Premier ministre.
Le PPUR de Sogavare obtient la majorité relative avec moins d'un tiers des sièges. Face à ce résultat en deçà de ses attentes, le PPUR se dote d'un nouveau chef, Jeremiah Manele, qui forme un gouvernement de coalition avec le Parti du peuple d'abord, le parti Kadere et plusieurs députés indépendants, avant d'être élu Premier ministre par les députés le 2 mai.

## Contexte
Les élections de 2019 ont permis à Manasseh Sogavare, vétéran de la politique salomonaise, de former un gouvernement de coalition.
Le 24 novembre 2021, des manifestants à Honiara, venus de la province de Malaita, réclament sa démission, lui reprochant le fort taux de chômage, la supposée corruption de son gouvernement, et la rupture des relations diplomatiques du pays avec Taïwan en dépit des souhaits du gouvernement provincial de Malaita. Les manifestations se muent en émeutes, au cours desquelles plusieurs bâtiments sont incendiés. 
Le 8 septembre 2022, la majorité parlementaire adopte un projet de loi de report des élections à 2024 au lieu de 2023. Manasseh Sogavare affirme que l'accueil des Jeux du Pacifique de 2023 à Honiara entraîne de telles dépenses qu'il n'y a pas de budget pour organiser des élections la même année. L'opposition menée par Matthew Wale dénonce un déni des droits démocratiques des citoyens. Lorsque le gouvernement australien rappelle qu'il est prêt, comme à l'accoutumée, à contribuer au financement des élections pour qu'elles puissent se tenir à échéance normale, Manasseh Sogavare refuse cette offre et la décrit comme une ingérence dans les affaires de son pays.
En août 2022, le Premier ministre Sogavare place la Solomon Islands Broadcasting Corporation (la société de radiodiffusion du service public) sous l'autorité de son gouvernement et la soumet à une procédure de censure systématique, lui interdisant notamment de diffuser toute critique à l'encontre du gouvernement. Les contenus des programmes doivent désormais être soumis au gouvernement pour approbation. La décision est condamnée par le chef de l'opposition, Matthew Wale,,.
Selon The Guardian, les principaux enjeux aux yeux des citoyens pour ces élections sont l'accès à l'éducation, au logement et à la santé, le chômage, l'inflation et le coût des denrées essentielles.

## Système électoral et politique

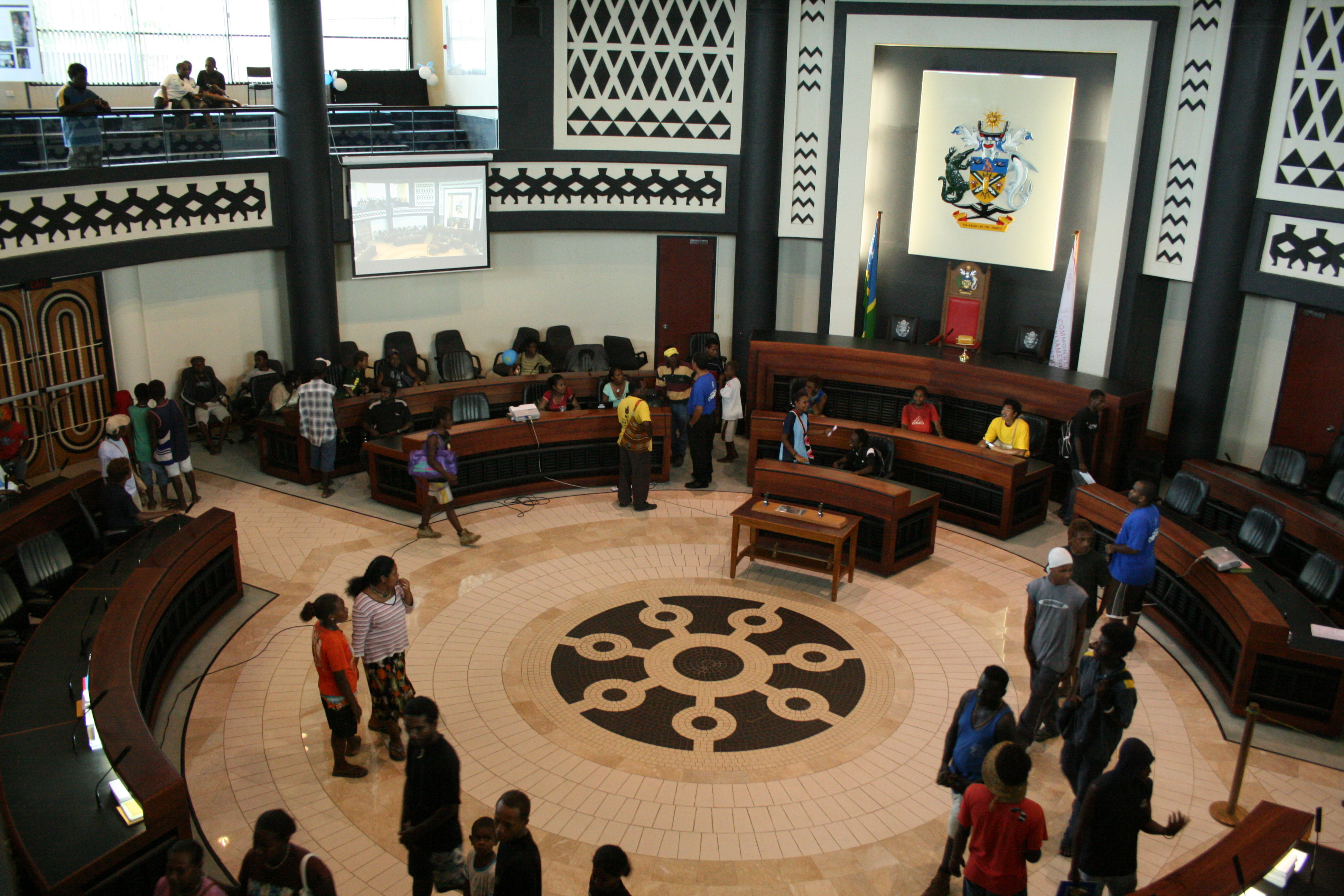
Intérieur du parlement

Les Salomon sont une démocratie multipartite. Les 50 députés de son Parlement monocaméral sont élus pour cinq ans au suffrage universel direct via un scrutin uninominal majoritaire à un tour dans autant de circonscriptions,.
Bien que regrettant le report « arbitraire » des élections à 2024, la mainmise du gouvernement sur les médias publics, et surtout le grave manque systémique de transparence du gouvernement à tous égards, Freedom House en 2023 considère néanmoins les Îles Salomon comme un pays libre, en raison notamment de la liberté d'opposition politique ainsi que de l'indépendance du pouvoir judiciaire.

## Campagne électorale

### Partis et coalitions
Il y a 334 candidats, dont 49 % se présentent sous étiquette indépendante. Le Parti de l'émancipation, de l'unité et de la responsabilité (PPUR), parti du Premier ministre Sogavare, présente quarante-trois candidats. Le chef de l'opposition, Matthew Wale, mène la Coalition pour la responsabilité, la réforme et l'autonomisation (CARE), composée de son Parti démocrate et de l'Alliance démocratique de Rick Houenipwela, qui présentent en tout quarante-sept candidats. Le Parti unifié de Peter Kenilorea junior présente de son côté vingt-cinq candidats, tandis que l'ancien chef du gouvernement provincial de Malaita, Daniel Suidani, un opposant majeur au gouvernement Sogavare, mène un parti Vous et moi pour le changement (en pijin, Iumi for Change) qui présente huit candidats et se joint à la coalition pré-électorale menée par Matthew Wale.
Bien qu'inexistant au moment des élections de 2019, le PPUR a été rejoint en cours de législature 2019-2024 par la plupart des députés. Ainsi, trente-deux des quarante-huit députés sortants qui se représentent le font avec l'étiquette de ce parti. Pour la première fois dans l'histoire du pays, tous les ministres qui briguent un nouveau mandat législatif se présentent avec l'étiquette du même parti.
Quarante-huit des cinquante députés sortants se représentent. Les deux exceptions sont Lanelle Tanangada et Ethel Vokia ; toutes deux avaient été élues pour remplacer leurs maris, destitués après avoir été reconnus coupables de corruption électorale. Toutes deux se retirent au profit de leurs maris, Jimson Tanangada et Jaimie Vokia, pour ces élections de 2024,,.

### Campagne et déroulement
Manasseh Sogavare, en tournée de campagne à travers le pays à la fin du mois de mars, fait campagne sur le développement économique sous son gouvernement depuis 2019, notamment avec l'aide de la Chine. Lors d'un discours de campagne à Auki, il appelle les Salomonais à admirer le modèle politique et économique chinois, et critique la démocratie :

« On ne voit pas de mendiants en Chine qui demandent de l'argent. [...] On voit ça dans toutes les grandes villes des États-Unis, qui sont censés être la première économie du monde. Les valeurs associées à la démocratie, par exemple, les gens sont libres de faire ce qu'ils veulent. Les hommes peuvent épouser des hommes, les femmes peuvent épouser des femmes - c'est cela les valeurs associées aux valeurs de la démocratie. Demandez-vous, quelles sont les valeurs avec lesquelles vous êtes à l'aise comme pays chrétien ? ».
Peter Kenilorea Jr, chef du Parti unifié et qui espère devenir Premier ministre, concentre sa campagne sur les enjeux d'éducation et de santé, 70 % des Salomonais ayant moins de 35 ans. Il promet également de rétablir les relations diplomatiques du pays avec Taïwan.
À la demande du gouvernement salomonais, des centaines de policiers et de soldats venus d'Australie, des Fidji, de Nouvelle-Zélande et de Papouasie-Nouvelle-Guinée assurent le maintien de l'ordre en amont et durant le scrutin, ainsi que durant l'élection du Premier ministre par le Parlement le 2 mai.

## Résultats

### Nationaux
Bien que le parti du gouvernement arrive en tête, avec presque un quart des voix et quinze sièges, le résultat est perçu pour lui comme une défaite inattendue : Dix-huit des députés sortants du PPUR sont battus, et le parti ne ravit aucun siège à l'opposition. 
|                                                                               |                                                                               |                                                             |         |       |       |        |               |  |  |  |  |  |  |  |
| Partis                                                                        | Partis                                                                        | Partis                                                      | Voix    | %     | +/-   | Sièges | +/-           |  |  |  |  |  |  |  |
|                                                                               | Parti de l'émancipation, de l'unité et de la responsabilité                   | Parti de l'émancipation, de l'unité et de la responsabilité | 83 279  | 24,07 | Nv    | 15     | 15            |  |  |  |  |  |  |  |
|                                                                               |                                                                               | Parti démocrate des Îles Salomon                            | 66 808  | 19,31 | 5,67  | 11     | 3             |  |  |  |  |  |  |  |
|                                                                               | Vous et moi pour le changement                                                | 10 388                                                      | 3,00    | Nv    | 1     | 1      |               |  |  |  |  |  |  |  |
|                                                                               | Alliance démocrate                                                            | 5 515                                                       | 1,59    | 4,78  | 1     | 2      |               |  |  |  |  |  |  |  |
| Total coalition pour la responsabilité, la réforme et l'autonomisation (CARE) | Total coalition pour la responsabilité, la réforme et l'autonomisation (CARE) | 82 711                                                      | 23,90   | 3,89  | 13    | 2      |               |  |  |  |  |  |  |  |
|                                                                               | Parti unifié des Îles Salomon                                                 | Parti unifié des Îles Salomon                               | 46 662  | 13,49 | 3,06  | 6      | 4             |  |  |  |  |  |  |  |
|                                                                               | Parti Kadere                                                                  | Parti Kadere                                                | 16 906  | 4,89  | 4,61  | 1      | 7             |  |  |  |  |  |  |  |
|                                                                               | Parti pour le développement rural des Îles Salomon                            | Parti pour le développement rural des Îles Salomon          | 15 735  | 4,55  | 1,36  | 1      | en stagnation |  |  |  |  |  |  |  |
|                                                                               | Parti du peuple d'abord                                                       | Parti du peuple d'abord                                     | 11 045  | 3,19  | 0,50  | 3      | 2             |  |  |  |  |  |  |  |
|                                                                               | Parti libéral démocrate populaire                                             | Parti libéral démocrate populaire                           | 6 025   | 1,74  | Nv    | 0      | en stagnation |  |  |  |  |  |  |  |
|                                                                               | Alliance populaire                                                            | Alliance populaire                                          | 5 593   | 1,62  | 4,38  | 0      | 2             |  |  |  |  |  |  |  |
|                                                                               | Parti de la transformation nationale                                          | Parti de la transformation nationale                        | 1 116   | 0,32  | 1,17  | 0      | en stagnation |  |  |  |  |  |  |  |
|                                                                               | Parti vert des Îles Salomon                                                   | Parti vert des Îles Salomon                                 | 893     | 0,26  | 0,06  | 0      | en stagnation |  |  |  |  |  |  |  |
|                                                                               | Parti d'action progressiste                                                   | Parti d'action progressiste                                 | 349     | 0,10  | Nv    | 0      | en stagnation |  |  |  |  |  |  |  |
|                                                                               | Indépendants                                                                  | Indépendants                                                | 75 713  | 21,88 | 14,66 | 11     | 10            |  |  |  |  |  |  |  |
|                                                                               |                                                                               |                                                             |         |       |       |        |               |  |  |  |  |  |  |  |
| Votes valides                                                                 | Votes valides                                                                 | Votes valides                                               | 346 027 |       |       |        |               |  |  |  |  |  |  |  |
| Votes blancs et invalides                                                     |                                                                               |                                                             |         |       |       |        |               |  |  |  |  |  |  |  |
| Total                                                                         | Total                                                                         | Total                                                       |         | 100   | –     | 50     | en stagnation |  |  |  |  |  |  |  |
| Abstention                                                                    |                                                                               |                                                             |         |       |       |        |               |  |  |  |  |  |  |  |
| Inscrits / participation                                                      | Inscrits / participation                                                      | Inscrits / participation                                    | 420 185 |       |       |        |               |  |  |  |  |  |  |  |

### Par circonscription
| Circonscription                       | Député sortant | Député sortant         | Parti du sortant   | Sortant en lice ? | Élu | Élu                    | Parti de l'élu                    |
| ------------------------------------- | -------------- | ---------------------- | ------------------ | ----------------- | --- | ---------------------- | --------------------------------- |
| 'Are'are est                          |                | Peter Kenilorea junior | Parti unifié       | oui               |     | Peter Kenilorea junior | Parti unifié                      |
| 'Are'are ouest                        |                | John Maneniaru         | Démocrate          | oui               |     | John Maneniaru         | Démocrate                         |
| Aoke-Langalanga                       |                | Matthew Wale           | Démocrate          | oui               |     | Matthew Wale           | Démocrate                         |
| Baegu-Asifolo                         |                | Makario Tagini         | PPUR               | oui               |     | Makario Tagini         | PPUR                              |
| Choiseul est                          |                | Manasseh Sogavare      | PPUR               | oui               |     | Manasseh Sogavare      | PPUR                              |
| Choiseul nord-ouest                   |                | Harry Kuma             | PPUR               | oui               |     | Harry Kuma             | PPUR                              |
| Choiseul sud                          |                | Sammy Galo             | PPUR               | oui               |     | Tozen Leokana          | indépendant                       |
| Fataleka                              |                | Rexon Ramofafia        | PPUR               | oui               |     | Rexon Ramofafia        | PPUR                              |
| Gao-Bugotu                            |                | Samuel Manetoali       | PPUR               | oui               |     | Hedley Mahaga          | indépendant                       |
| Gizo-Kolombangara                     |                | Lanelle Tanangada      | Parti Kadere       | non               |     | Fiau Tanangada         | PPUR                              |
| Guadalcanal centre                    |                | Peter Shannel Agovaka  | PPUR               | oui               |     | Peter Shannel Agovaka  | PPUR                              |
| Guadalcanal centre-est                |                | Ishmael Avui           | PPUR               | oui               |     | Alfred Rimah           | Démocrate                         |
| Guadalcanal est                       |                | Bradley Tovosia        | PPUR               | oui               |     | Bradley Tovosia        | PPUR                              |
| Guadalcanal nord                      |                | Samson Maneka          | PPUR               | oui               |     | Popora Bosawai         | indépendant                       |
| Guadalcanal nord-est                  |                | Ethel Vokia            | indépendante       | non               |     | Jaimie Vokia           | Parti Kadere                      |
| Guadalcanal nord-ouest                |                | Bodo Dettke            | Démocrate          | oui               |     | Francis Sade           | Parti unifié                      |
| Guadalcanal ouest                     |                | Anthony Veke           | PPUR               | oui               |     | Moses Garu             | Démocrate                         |
| Guadalcanal sud                       |                | Rollen Seleso          | PPUR               | oui               |     | Rollen Seleso          | PPUR                              |
| Hograno-Kia-Havulei                   |                | Jeremiah Manele        | PPUR               | oui               |     | Jeremiah Manele        | PPUR                              |
| Honiara centre                        |                | Alfred Efona           | Parti unifié       | oui               |     | Gordon Darcy Lilo      | Parti pour le développement rural |
| Honiara est                           |                | Douglas Ete            | Démocrate          | oui               |     | Morris Toiraena        | Parti unifié                      |
| Honiara ouest                         |                | Namson Tran            | indépendant        | oui               |     | Namson Tran            | indépendant                       |
| Kwaio est                             |                | Stanley Sofu           | PPUR               | oui               |     | Stanley Sofu           | PPUR                              |
| Kwaio ouest                           |                | Claudius Tei'ifi       | Parti unifié       | oui               |     | Claudius Tei'ifi       | Parti unifié                      |
| Kwara'ae centre                       |                | Jackson Fiulaua        | PPUR               | oui               |     | Ricky Fuo'o            | Parti unifié                      |
| Kwara'ae ouest                        |                | Alfred Tuasulia        | Parti unifié       | oui               |     | Alfred Tuasulia        | Parti unifié                      |
| Lau Mbaelelea                         |                | Augustine Maue         | PPUR               | oui               |     | Ben Maenu              | indépendant                       |
| Makira centre                         |                | Nestor Giro            | PPUR               | oui               |     | Nestor Giro            | PPUR                              |
| Makira est                            |                | Lilly Maefai           | PPUR               | oui               |     | Derek Wasi             | indépendant                       |
| Makira ouest                          |                | Derek Manu'ari         | Démocrate          | oui               |     | Derek Manu'ari         | Démocrate                         |
| Malaita est                           |                | Manasseh Maelanga      | PPUR               | oui               |     | Manasseh Maelanga      | PPUR                              |
| Malaita nord                          |                | Levi Filualea          | PPUR               | oui               |     | Suilea Waneoroa        | Vous et moi pour le changement    |
| Malaita îles extérieures              |                | Martin Kealoe          | PPUR               | oui               |     | Polycarp Paea          | indépendant                       |
| Malaita sud                           |                | Rick Houenipwela       | Alliance démocrate | oui               |     | Rick Houenipwela       | Alliance démocrate                |
| Maringe-Kokota                        |                | Culwick Togamana       | PPUR               | oui               |     | Cathy Launa Nori       | indépendante                      |
| Marovo                                |                | Rebi Amoi              | Peuple d'abord     | oui               |     | Rebi Amoi              | Peuple d'abord                    |
| Ngella                                |                | Bartholomew Parapolo   | PPUR               | oui               |     | Choylin Yim Douglas    | indépendante                      |
| Nouvelle-Géorgie nord                 |                | John Kuku              | Démocrate          | oui               |     | John Kuku              | Démocrate                         |
| Nouvelle-Géorgie ouest-Vona Vona      |                | Silas Tausinga         | Parti unifié       | oui               |     | George Temahua         | Démocrate                         |
| Nouvelle-Géorgie sud-Rendova-Tetepare |                | Danny Philip           | PPUR               | oui               |     | David Gina             | Démocrate                         |
| Rannogga-Simbo                        |                | Charles Sigoto         | Démocrate          | oui               |     | Osopo Ghemu            | Peuple d'abord                    |
| Rennell-Bellona                       |                | Tautai Kaitu'u         | PPUR               | oui               |     | Junior Tuhaika         | indépendant                       |
| Savo-Russells                         |                | Dickson Mua            | PPUR               | oui               |     | Oliver Salopuka        | Démocrate                         |
| Shortlands                            |                | Christopher Laore      | PPUR               | oui               |     | Isikeli Vave           | indépendant                       |
| Temotu Nende                          |                | Commins Mewa           | PPUR               | oui               |     | Stephen Kumi           | Démocrate                         |
| Temotu Pele                           |                | Dudley Kopu            | PPUR               | oui               |     | James Bonunga          | Démocrate                         |
| Temotu Vatud                          |                | Freda Comua            | PPUR               | oui               |     | Freda Comua            | PPUR                              |
| Ugi-Ulawa                             |                | Willie Marau           | PPUR               | oui               |     | Willie Marau           | PPUR                              |
| Vella-la-Vella nord                   |                | Clezy Rore             | PPUR               | oui               |     | Clezy Rore             | PPUR                              |
| Vella-la-Vella sud                    |                | Frederick Kologeto     | Peuple d'abord     | oui               |     | Frederick Kologeto     | Peuple d'abord                    |

### Formation d'un gouvernement
Les élections ayant produit un parlement sans majorité, la coalition préélectorale CARE -qui rassemble le Parti démocrate, l'Alliance démocrate et le parti Vous et moi pour le changement- signe le 27 avril un accord de coalition élargi avec le Parti unifié. L'accord est signé par les chefs des groupes parlementaires des quatre partis : Matthew Wale, Rick Houenipwela (seul député de son parti), Daniel Waneoroa (de même), et Peter Kenilorea junior. Ensemble, ils disposent de vingt sièges (la députée Cathy Nori a été élue sans étiquette mais est membre du Parti unifié), donc moins que la majorité absolue,. L'ancien Premier ministre Gordon Darcy Lilo, unique député du Parti du développement rural, se joint ensuite à eux, et le 30 avril, cette coalition de cinq partis s'accorde pour proposer Matthew Wale pour le poste de Premier ministre.
Le PPUR, parti du gouvernement sortant, choisit Jeremiah Manele (le ministre sortant des Affaires étrangères) comme candidat pour le poste de Premier ministre, plutôt que le Premier ministre sortant Manasseh Sogavare. Le parti forme par ailleurs une coalition -dite Coalition pour l'Unité nationale et la Transformation, CNUT- avec le Parti du peuple d'abord et le parti Kadere, ce qui lui confère dix-neuf sièges. S'y ajoute le député sans étiquette Namson Tran.
Le 2 mai, les députés élisent Jeremiah Manele Premier ministre, par trente-et-une voix contre dix-huit pour Matthew Wale. Le 17 mai, ils réélisent Patteson Oti président du Parlement, sans opposition. Matthew Wale devient le chef de l'opposition parlementaire. Peter Kenilorea junior quant à lui, rompant son accord de coalition avec l'opposition, devient le chef du groupe des députés indépendants, c'est-à-dire de ceux qui ne font partie ni de la majorité parlementaire, ni de l'opposition officielle. Le groupe des indépendants se constitue des sept élus du Parti unifié, de l'unique élu du Parti pour le développement rural des Îles Salomon (Gordon Darcy Lilo), de l'unique élu de Vous et moi pour le changement (Suilea Waneoroa), ainsi que de deux députés ayant quitté le Parti démocrate après leur élection : John Dean Kuku et George Temahua.